# Nuoto ai campionati europei di nuoto 2016 - 200 metri dorso femminili
La gara dei 200 metri dorso femminili degli Europei 2016 si è svolta il 16 e il 17 maggio 2016. Il 16 maggio si sono svolte batterie (al mattino) e semifinali (al pomeriggio), mentre la finale nel pomeriggio del giorno seguente.

## Podio
| Pos.    | Atleta          | Nazione  |
| ------- | --------------- | -------- |
| Oro     | Katinka Hosszú  | Ungheria |
| Argento | Daryna Zevina   | Ucraina  |
| Bronzo  | Samardzic Matea | Croazia  |

## Record
Prima della manifestazione il record del mondo (RM), il record europeo (EU) e il record dei campionati (RC) erano i seguenti.
| Record mondiale       | 2'04"06 | Missy Franklin      | 28 luglio 2012 Londra |
| Record europeo        | 2'04"94 | Anastasia Zueva     | 1 agosto 2009 Roma    |
| Record dei campionati | 2'06"62 | Krisztina Egerszegi | 22 agosto 1991 Atene  |

Durante la competizione non sono stati migliorati record.

## Risultati

### Batterie
| Pos. | Batteria | Corsia | Atleta                           | Nazionalità          | Tempo   | Note |
| ---- | -------- | ------ | -------------------------------- | -------------------- | ------- | ---- |
| 1    | 4        | 5      | Katinka Hosszú                   | Ungheria             | 2'08"44 | Q    |
| 2    | 2        | 5      | Daryna Zevina                    | Ucraina              | 2'09"90 | Q    |
| 3    | 3        | 8      | Ekaterina Avramova               | Turchia              | 2'11"21 | Q    |
| 4    | 3        | 5      | Matea Samardžić                  | Croazia              | 2'11"25 | Q    |
| 5    | 3        | 4      | Eyglo Osk Gustafsdottir          | Islanda              | 2'11"30 | Q    |
| 6    | 4        | 5      | Margherita Panziera              | Italia               | 2'11"45 | Q    |
| 7    | 2        | 3      | Simona Baumrtova                 | Rep. Ceca            | 2'11"53 | Q    |
| 8    | 4        | 6      | Kata Burian                      | Ungheria             | 2'11"92 | Q    |
| 9    | 3        | 6      | Reka Gyorgy                      | Ungheria             | 2'12"24 |      |
| 10   | 3        | 3      | Alicja Tchórz                    | Polonia              | 2'12"87 | Q    |
| 11   | 2        | 2      | Zulal Zeren                      | Turchia              | 2'12"99 | Q    |
| 12   | 4        | 3      | Africa Zamorano Sanz             | Spagna               | 2'13"03 | Q    |
| 13   | 4        | 7      | Kathleen Dawson                  | Regno Unito          | 2'13"24 | Q    |
| 14   | 4 3      | 2 7    | Charlotte Evans Ugne Mazutaityte | Regno Unito Lituania | 2'13"35 | Q    |
| 16   | 2        | 6      | Maxine Wolters                   | Germania             | 2'13"57 | Q    |
| 17   | 2        | 4      | Irina Prikhodko                  | Russia               | 2'13"77 | Q    |
| 18   | 2        | 1      | Henriette Stenkvist              | Svezia               | 2'15"26 |      |
| 19   | 1        | 5      | Vera Koprivova                   | Rep. Ceca            | 2'15"40 |      |
| 20   | 3        | 2      | Camille Gheorghiu                | Francia              | 2'15"90 |      |
| 21   | 2        | 7      | Martina Eva Van Berkel           | Svizzera             | 2'15"97 |      |
| 22   | 3        | 0      | Karolina Hajkova                 | Slovacchia           | 2'16"26 |      |
| 23   | 4        | 9      | Alina Kendzior                   | Estonia              | 2'16"58 |      |
| 24   | 2        | 8      | Karin Tomeckova                  | Slovacchia           | 2'16"67 |      |
| 25   | 4        | 0      | Tereza Grusova                   | Rep. Ceca            | 2'16"75 |      |
| 26   | 4        | 1      | Tatiana Salcutan                 | Moldavia             | 2'17"59 |      |
| 27   | 2        | 0      | Francisca Gomes Azevedo          | Portogallo           | 2'19"31 |      |
| 28   | 3        | 1      | Joerdis Steinegger               | Austria              | 2'20"33 |      |
| 29   | 4        | 8      | Ludwika Szynal                   | Polonia              | 2'20"61 |      |
| 30   | 1        | 4      | Danielle Hill                    | Irlanda              | 2'21"55 |      |
| 31   | 1        | 3      | Signhild Joensen                 | Fær Øer              | 2'21"58 |      |
| 32   | 3        | 9      | Kaetlin Sepp                     | Estonia              | 2'22"67 |      |
| 33   | 1        | 6      | Eline Van Den Bossche            | Lussemburgo          | 2'23"65 |      |
| 34   | 2        | 9      | Tatiana Prestniova               | Romania              | 2'25"11 |      |

### Semifinali

#### Semifinale 1
| Pos. | Corsia | Atleta              | Nazionalità | Tempo   | Note |
| ---- | ------ | ------------------- | ----------- | ------- | ---- |
| 1    | 4      | Daryna Zevina       | Ucraina     | 2'08"66 | Q    |
| 2    | 5      | Matea Samardžić     | Croazia     | 2'09"87 | Q    |
| 3    | 6      | Kata Burian         | Ungheria    | 2'10"83 | Q    |
| 4    | 2      | Zulal Zeren         | Turchia     | 2'11"71 | Q    |
| 5    | 3      | Margherita Panziera | Italia      | 2'11"80 |      |
| 6    | 7      | Kathleen Dawson     | Regno Unito | 2'11"81 |      |
| 7    | 8      | Irina Prikhodko     | Russia      | 2'12"05 |      |
| 8    | 1      | Charlotte Evans     | Regno Unito | 2'13"15 |      |

#### Semifinale 2
| Pos. | Corsia | Atleta                  | Nazionalità | Tempo    | Note |
| ---- | ------ | ----------------------- | ----------- | -------- | ---- |
| 1    | 4      | Katinka Hosszú          | Ungheria    | 2'09."98 | Q    |
| 2    | 3      | Eyglo Osk Gustafsdottir | Islanda     | 2'10"87  | Q    |
| 3    | 6      | Simona Baumrtova        | Rep. Ceca   | 2'11"26  | Q    |
| 4    | 2      | Alicja Tchórz           | Polonia     | 2'11"63  | Q    |
| 5    | 7      | Africa Zamorano Sanz    | Spagna      | 2'11"96  |      |
| 6    | 5      | Ekaterina Avramova      | Turchia     | 2'12"11  |      |
| 7    | 8      | Maxine Wolters          | Germania    | 2'12"55  |      |
| 8    | 1      | Ugne Mazutaityte        | Lituania    | 2'13"25  |      |

### Finale
| Pos. | Corsia | Atleta                  | Nazionalità | Tempo   | Note |
| ---- | ------ | ----------------------- | ----------- | ------- | ---- |
|      | 4      | Katinka Hosszú          | Ungheria    | 2'07"01 |      |
|      | 3      | Daryna Zevina           | Ucraina     | 2'07"48 |      |
|      | 6      | Matea Samardžić         | Croazia     | 2'09"24 |      |
| 4    | 2      | Kata Burian             | Ungheria    | 2'10"17 |      |
| 5    | 7      | Simona Baumrtova        | Rep. Ceca   | 2'10"57 |      |
| 6    | 5      | Eyglo Osk Gustafsdottir | Islanda     | 2'11"03 |      |
| 7    | 8      | Zulal Zeren             | Turchia     | 2'11"91 |      |
| 8    | 1      | Alicja Tchórz           | Polonia     | 2'13"48 |      |